# John Butler (koszykarz)
John Erik Butler Jr (ur. 4 grudnia 2002 w Greenville) – amerykański koszykarz, występujący na pozycjach silnego skrzydłowego lub środkowego, obecnie zawodnik Washington Wizards oraz zespołu G-League – Capital City Go-Go.
W 2022 reprezentował New Orleans Pelicans podczas rozgrywek letniej ligi NBA w Las Vegas. Rok później występował w barwach Portland Trail Blazers.
Pochodzi z koszykarskiej rodziny. Jego matka Casie grała w koszykówkę na uczelni Uniwersytecie Karoliny Południowej (1996-2000). Jego brat Jordan (206 cm) brał udział w mini-kampie do kadry narodowej juniorów w 2021 (w Houston). Razem z Jordanem grali dla tej samej drużyny licealnej.

## Osiągnięcia
Stan na 28 listopada 2023, na podstawie, o ile nie zaznaczono inaczej.

### NCAA
- Zaliczony do I składu najlepszych pierwszorocznych zawodników konferencji Atlantic Coast (ACC Impact Freshman – 2022 przez CBS Sports)